# Giuseppe Altobello
Giuseppe Carlo Emilio Altobello (Campobasso, 4 novembre 1869 – Campobasso, 9 novembre 1931) è stato un naturalista e zoologo italiano.
Il suo nome è legato, in special modo, alla definizione delle note sottospecie dell'orso bruno marsicano e del lupo appenninico.

## Biografia
Nonostante la sua attività professionale fosse quella di chirurgo, ha coltivato fin da giovanissimo la passione per le escursioni e le ricerche naturalistiche, tanto da guadagnarsi un'eco significativa nel panorama scientifico-zoologico internazionale, per le pubblicazioni sulla fauna appenninica italiana, con riferimento a quella delle regioni Abruzzo e Molise. A lui si deve, infatti, come emerge nell'ambito della nomenclatura trinomiale, l'individuazione delle sottospecie dell'Ursus arctos marsicanus e del Canis lupus italicus (nel 1921), oltre che di altre appartenenti, in particolare, alla famiglia delle Soricidae, fra i quali il Toporagno appenninico.
Di particolare importanza la sua ricostruzione - sotto forma di lettera inviata ad Erminio Sipari, artefice e primo presidente del Parco nazionale d'Abruzzo, e da questi pubblicata - della storia della presenza dell'orso nell'Alta Val di Sangro, e sue differenze con altre specie di ursidi, che ha sancito il carattere endemico del plantigrado in questione. Fra le sue pubblicazioni principali, oltre a numerosi studi in chiave bio-ornitologica, spiccano i 4 volumi monografici dei Mammiferi, rispettivamente dedicati agli insettivori, ai chirotteri, ai rosicanti e ai carnivori peculiari della fauna abruzzese-molisana, pubblicati tra il 1920 e il 1921.
È stato anche autore di componimenti poetici in dialetto (pubblicati con lo pseudonimo di Minghe Cunzulette), fra i quali la raccolta di lettere Da lu fronte del 1917, le Poesie dialettali campobassane del 1926 e i Sonetti molisani, editi postumi nel 1966, che sono annoverati fra le più significative espressioni di poesia molisana.